# سورين فلايكو
سورين فلايكو (بالرومانية: Sorin Vlaicu)‏ هو لاعب كرة قدم روماني في مركز الوسط، ولد في 3 يونيو 1965 في Șimian, Mehedinți ‏ في رومانيا. شارك مع منتخب رومانيا لكرة القدم. أما مع النوادي، فقد لعب مع النجم الأحمر بلغراد وبولتيهنيكا تيميسوارا ونادي بكسكابا 1912 إلوره.

## وصلات خارجية
- سورين فلايكو على موقع قاعدة بيانات كرة القدم.إي يو (الإنجليزية)
- سورين فلايكو على موقع ناشيونال فوتبول تيمز (الإنجليزية)
- سورين فلايكو على موقع عالم كرة القدم.نت (الإنجليزية)